# Антонівка (Житомирський район)
Анто́нівка — село в Україні, у Коростишівській міській територіальній громаді Житомирського району Житомирської області. Чисельність населення становить 45 осіб (2001).

## Населення
Відповідно до результатів перепису населення 1989 року, кількість населення, станом на 12 січня 1989 року, складала 75 осіб.
Станом на 5 грудня 2001 року, відповідно до перепису населення України, кількість мешканців складала 45 осіб.

## Історія
Утворилося у 1895 році.
Станом на 6 лютого 1928 року — хутір у складі Царівської сільської ради Коростишівського району Волинської округи. На 1 жовтня 1941 року — село, підпорядковувалося Лазарівській сільській раді Коростишівського району Житомирської області.
11 січня 1960 року, внаслідок ліквідації Лазарівської сільської ради, село включене до складу Дубовецької (згодом — Квітнева) сільської ради Коростишівського району.
5 серпня 2016 року увійшло до складу новоствореної Коростишівської міської територіальної громади Коростишівського району Житомирської області. Від 19 липня 2020 року, разом з громадою, в складі новоствореного Житомирського району Житомирської області.